# Charlotte Louise Scandrett
Charlotte Louise Scandrett, född 8 september 1865, död 16 oktober 1954 i Johannesburg, var en sydafrikansk rösträttskvinna.
Hon var verksam i kampanjen för rösträtt i Sydafrika som medlem i National Council of Women of South Africa, där hon var ordförande 1915–1925.